# Alcázar

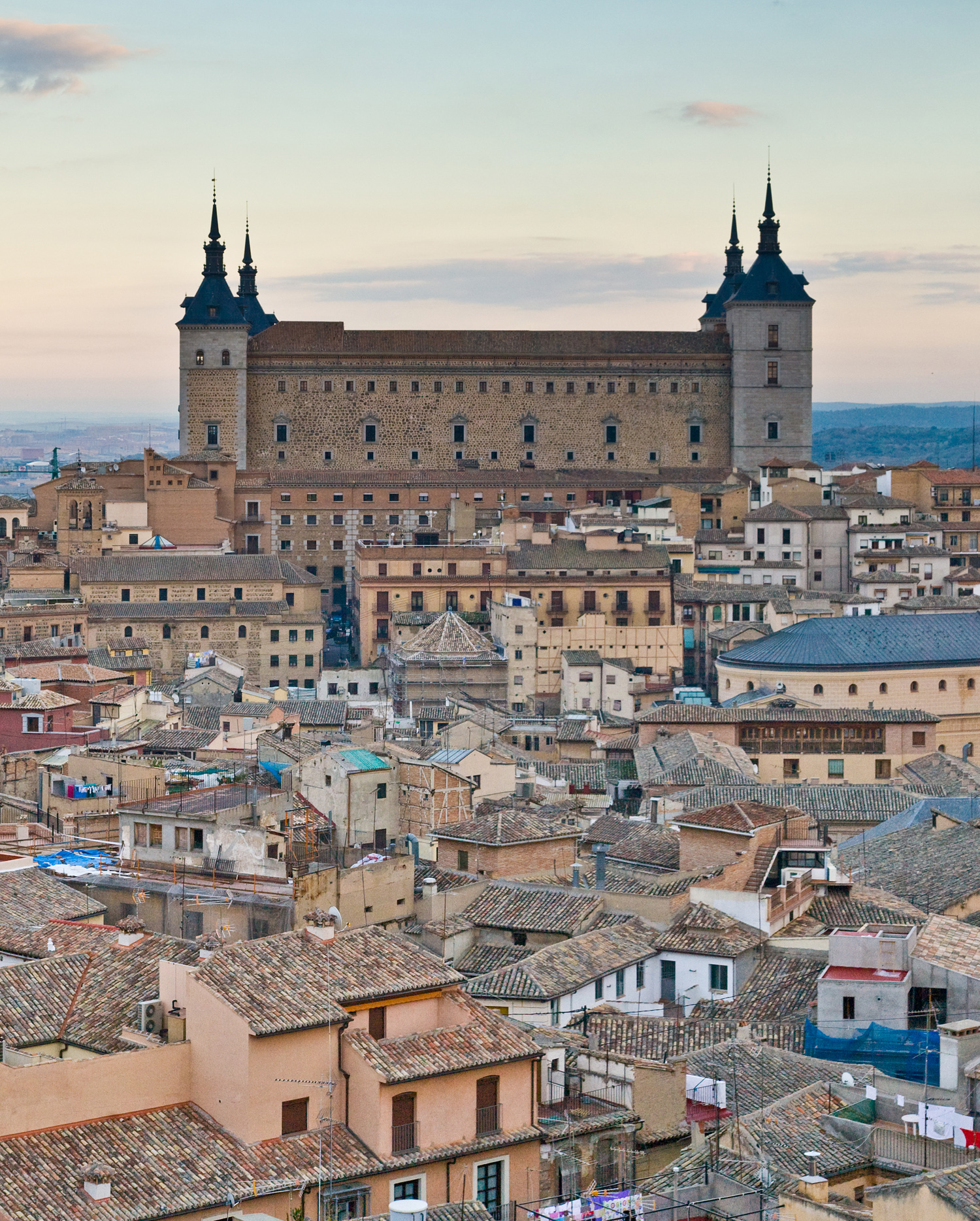
Alcázar v Toledu, známý i díky svému obléhání v roce 1936 republikány

Alcázar ([-kasar], z arabského القصر al-kasr, pevnost, hrad, palác) je typ pevnostní budovy stavěné ve městech na Pyrenejském poloostrově Maury. Alcázary se vyvinuly z alcazab ve 13.–14. století a poté, co je opustili maurští obyvatelé, často sloužily za sídlo křesťanských vládců, tímto názvem byla označována i některá sídla budovaná později. Mezi známé patří alcázar v Seville, Alcázar de los Reyes Cristianos v Córdobě, či alcázar v Toledu. V Portugalsku se nazývají tyto stavby alcácer a portugalské město Alcácer do Sal přejalo toto označení do názvu.

## Významné alcázary
- Alcázar v Segovii z 12. století, po reconquistě oblíbená rezidence kastilských králů
- Alcázar v Madridu postavený až za Karla V. jako královský palác
- Alcázar v Seville
- Alcázar de los Reyes Cristianos (křesťanských králů) v Córdobě, původně vizigótská pevnost
- Toledský Alcázar - proslavený boji za španělské občanské války